# Sunsmart Victorian Open 1976
Il Sunsmart Victorian Open 1976 è stato un torneo di tennis giocato sull'erba. È stata la 4ª edizione del torneo, che fa parte del WTA Tour 1976. Si è giocato a Melbourne in Australia dal 6 al 12 dicembre 1976.

## Campionesse

### Singolare
Margaret Smith ha battuto in finale  Sue Barker con il punteggio di 6–2, 6–2

### Doppio
Margaret Smith /  Betty Stöve hanno battuto in finale  Linky Boshoff /  Ilana Kloss con il punteggio di 6–2, 6–4